# Canon Digital IXUS 60
Canon Digital IXUS 60 är en kompaktkamera i Canons Ixus-serie. Ixus 60 har sex megapixel i upplösning. Kameran har ISO som sträcker sig mellan 80 och 800. Ixus 60 lanserades i mars 2006.